# The Essential Billy Joel
The Essential Billy Joel ist ein Best-of-Album des US-amerikanischen Pop-Rock-Sängers Billy Joel. Das Album wurde am 2. Oktober 2001 über das Label Sony BMG veröffentlicht. Am 26. August 2008 wurde The Essential 3.0 mit sieben zusätzlichen Liedern veröffentlicht.

## Produktion und Gastbeiträge
Die auf dem Album enthaltenen Lieder sind zuvor veröffentlichte Singles aus Billy Joel´s vorigen Alben Piano Man (vier Tracks), Streetlife Serenade (ein Lied), Turnstiles (vier Songs), The Stranger (fünf Titel), 52nd Street (drei Tracks), Glass Houses (vier Tracks), Songs in the Attic (ein Lied), The Nylon Curtain (drei Songs), An Innocent Man (fünf Titel), The Bridge (drei Titel), Storm Front (fünf Tracks), River of Dreams (drei Lieder) und Fantasies & Delusions (zwei Songs).
Als einziger Gastbeitrag ist Ray Charles auf Baby Grand zu hören.

## Titelliste
CD 1:
| #  | Titel                                           | Songwriter | Produzent       | Länge | Album                      |
| -- | ----------------------------------------------- | ---------- | --------------- | ----- | -------------------------- |
| 1  | Piano Man                                       | Billy Joel | Michael Stewart | 5:36  | Piano Man (1973)           |
| 2  | You're My Home                                  | Billy Joel | Michael Stewart | 3:11  | Piano Man (1973)           |
| 3  | Captain Jack                                    | Billy Joel | Michael Stewart | 7:16  | Piano Man (1973)           |
| 4  | The Entertainer                                 | Billy Joel | Michael Stewart | 3:39  | Streetlife Serenade (1974) |
| 5  | Say Goodbye to Hollywood                        | Billy Joel | Phil Ramone     | 4:36  | Turnstiles (1976)          |
| 6  | Miami 2017 (Seen the Lights Go Out on Broadway) | Billy Joel | Billy Joel      | 5:12  | Turnstiles (1976)          |
| 7  | New York State of Mind                          | Billy Joel | Billy Joel      | 6:02  | Turnstiles (1976)          |
| 8  | She’s Always a Woman                            | Billy Joel | Phil Ramone     | 3:19  | The Stranger (1977)        |
| 9  | Movin’ Out (Anthony’s Song)                     | Billy Joel | Phil Ramone     | 3:27  | The Stranger (1977)        |
| 10 | Only the Good Die Young                         | Billy Joel | Phil Ramone     | 3:53  | The Stranger (1977)        |
| 11 | Just the Way You Are                            | Billy Joel | Phil Ramone     | 4:48  | The Stranger (1977)        |
| 12 | Honesty                                         | Billy Joel | Phil Ramone     | 3:51  | 52nd Street (1978)         |
| 13 | My Life                                         | Billy Joel | Phil Ramone     | 4:42  | 52nd Street (1978)         |
| 14 | It’s Still Rock and Roll to Me                  | Billy Joel | Phil Ramone     | 2:57  | Glass Houses (1980)        |
| 15 | You May Be Right                                | Billy Joel | Phil Ramone     | 4:11  | Glass Houses (1980)        |
| 16 | Don’t Ask Me Why                                | Billy Joel | Phil Ramone     | 2:57  | Glass Houses (1980)        |
| 17 | She's Got a Way (Live)                          | Billy Joel | Phil Ramone     | 2:59  | Songs in the Attic (1981)  |
| 18 | Allentown                                       | Billy Joel | Phil Ramone     | 3:50  | The Nylon Curtain (1982)   |

CD 2:
| #  | Titel                           | Songwriter | Produzent                   | Länge | Album                        |
| -- | ------------------------------- | ---------- | --------------------------- | ----- | ---------------------------- |
| 1  | Goodnight Saigon                | Billy Joel | Phil Ramone                 | 7:02  | The Nylon Curtain (1982)     |
| 2  | An Innocent Man                 | Billy Joel | Phil Ramone                 | 5:18  | An Innocent Man (1983)       |
| 3  | Uptown Girl                     | Billy Joel | Phil Ramone                 | 3:14  | An Innocent Man (1983)       |
| 4  | The Longest Time                | Billy Joel | Phil Ramone                 | 3:36  | An Innocent Man (1983)       |
| 5  | Tell Her About It               | Billy Joel | Phil Ramone                 | 3:49  | An Innocent Man (1983)       |
| 6  | Leave a Tender Moment Alone     | Billy Joel | Phil Ramone                 | 3:51  | An Innocent Man (1983)       |
| 7  | A Matter of Trust               | Billy Joel | Phil Ramone                 | 4:08  | The Bridge (1986)            |
| 8  | Baby Grand                      | Billy Joel | Phil Ramone                 | 4:03  | The Bridge (1986)            |
| 9  | I Go to Extremes                | Billy Joel | Billy Joel, Mick Jones      | 4:20  | Storm Front (1989)           |
| 10 | We Didn’t Start the Fire        | Billy Joel | Billy Joel, Mick Jones      | 4:48  | Storm Front (1989)           |
| 11 | Leningrad                       | Billy Joel | Billy Joel, Mick Jones      | 4:03  | Storm Front (1989)           |
| 12 | The Downeaster ‘Alexa’          | Billy Joel | Billy Joel, Mick Jones      | 3:42  | Storm Front (1989)           |
| 13 | And So It Goes                  | Billy Joel | Billy Joel, Mick Jones      | 3:36  | Storm Front (1989)           |
| 14 | The River of Dreams             | Billy Joel | Joe Nicolo, Danny Kortchmar | 4:06  | River of Dreams (1993)       |
| 15 | All About Soul                  | Billy Joel | Joe Nicolo, Danny Kortchmar | 5:57  | River of Dreams (1993)       |
| 16 | Lullabye (Goodnight, My Angel)  | Billy Joel | Joe Nicolo, Danny Kortchmar | 3:30  | River of Dreams (1993)       |
| 17 | Waltz no. 1 (Nunley's Carousel) | Billy Joel | Steve Epstein               | 6:52  | Fantasies & Delusions (2001) |
| 18 | Invention in C minor            | Billy Joel | Steve Epstein               | 0:59  | Fantasies & Delusions (2001) |

The Essential 3.0
| # | Titel                             | Songwriter | Produzent       | Länge | Album                    |
| - | --------------------------------- | ---------- | --------------- | ----- | ------------------------ |
| 1 | Worse Comes to Worse              | Billy Joel | Michael Stewart | 3:13  | Piano Man (1973)         |
| 2 | Prelude/Angry Young Man           | Billy Joel | Billy Joel      | 5:16  | Turnstiles (1976)        |
| 3 | Scenes from an Italian Restaurant | Billy Joel | Phil Ramone     | 7:34  | The Stranger (1977)      |
| 4 | Big Shot                          | Billy Joel | Phil Ramone     | 4:02  | 52nd Street (1978)       |
| 5 | All for Leyna                     | Billy Joel | Phil Ramone     | 4:12  | Glass Houses (1980)      |
| 6 | Pressure                          | Billy Joel | Phil Ramone     | 4:39  | The Nylon Curtain (1982) |
| 7 | This Is the Time                  | Billy Joel | Phil Ramone     | 4:59  | The Bridge (1986)        |

## Charts und Chartplatzierungen
The Essential Billy Joel stieg am 20. Oktober 2001 auf Platz 29 der Billboard 200 ein. Am 17. August 2013 erreichte das Album mit Platz 15 eine neue Höchstposition in den Billboard 200. Des Weiteren erreichte die Single Platz 13 der Billboard Top Rock Albums.
| ChartsChartplatzierungen       | Höchstplatzierung | Wochen |
| ------------------------------ | ----------------- | ------ |
| Vereinigte Staaten (Billboard) | 15 (309 Wo.)      | 309    |

## Verkaufszahlen und Auszeichnungen
The Essential Billy Joel wurde 2018 in den Vereinigten Staaten für über vier Millionen verkaufte Einheiten mit vierfach-Platin ausgezeichnet.
| Professionelle Bewertungen | Professionelle Bewertungen |
| -------------------------- | -------------------------- |
| Kritiken                   |                            |
| Quelle                     | Bewertung                  |
| allmusic                   | [ 5 ]                      |

### The Essential Billy Joel
| Land/Region                  | Auszeichnungen für Musikverkäufe (Land/Region, Auszeichnung, Verkäufe) | Verkäufe  |
| ---------------------------- | ---------------------------------------------------------------------- | --------- |
| Australien (ARIA)            | 3× Platin                                                              | 210.000   |
| Neuseeland (RMNZ)            | Platin                                                                 | 15.000    |
| Vereinigte Staaten (RIAA)    | 4× Platin                                                              | 4.000.000 |
| Vereinigtes Königreich (BPI) | Gold                                                                   | 100.000   |
| Insgesamt                    | 1× Gold · 8× Platin ·                                                  | 4.325.000 |

Hauptartikel: Billy Joel/Auszeichnungen für Musikverkäufe

### The Essential 3.0
| Land/Region                  | Auszeichnungen für Musikverkäufe (Land/Region, Auszeichnung, Verkäufe) | Verkäufe |
| ---------------------------- | ---------------------------------------------------------------------- | -------- |
| Vereinigtes Königreich (BPI) | Silber                                                                 | 60.000   |
| Insgesamt                    | 1× Silber ·                                                            | 60.000   |

Hauptartikel: Billy Joel/Auszeichnungen für Musikverkäufe